# 津島町
津島町（つしまちょう）は、愛媛県の南予地方にあった町。2005年8月1日、宇和島市、吉田町、三間町との新設合併により新たに宇和島市の一部となった。
なお、合併後も住所表記において「津島町」の名は残されている。ただし、「大字」は省く。（例）宇和島市津島町高田
真珠・魚類の養殖が盛んで、また日本庭園・南楽園のある町としても知られている。

## 地理

### 位置
宇和島市の南に接し、南は愛南町に接する。
宇和海に長く突き出した由良半島の概ね北側半分は津島町域である。

### 地形
- 東半分は標高が500メートル以上の山間地。
- 西半分はリアス式の海岸で、海岸線は95キロメートルに達しその一部は足摺宇和海国立公園となっている。
- 平地は、岩松川とその支流に沿ってわずかに開けている。

## 歴史
- 1328年（嘉暦3年）の平家盛願文に「津島三か郷」とあるが、これが町名の初見である。
- 藩政期には宇和島藩に属す。
- 1889年（明治22年）12月15日 - 町村制施行に伴い北宇和郡津島村，清満村，北灘村，畑地村，下灘村が成立。
- 1895年（明治28年）7月1日 - 津島村が岩松村，高近村に分裂。
- 1899年（明治32年）7月1日 - 清満村から御槙村が分立。
- 1919年（大正8年）10月3日 - 岩松村が町制施行して岩松町となる。
- 1938年（昭和13年）9月10日 - 岩松町と高近村が合併して岩松町となる。
- 1955年（昭和30年） - 北宇和郡岩松町、清満村、御槙村、北灘村、畑地村、下灘村の1町5村が合併して津島町となる。
- 昭和60年代初め頃 - 養殖業が盛んになり、人口減少が止まる。
- 2005年（平成17年）8月1日 - 市町村合併で宇和島市となり、自治体としての津島町は消滅した。

## 行政

### 首長
- 曽根貞義 - 平成の市町村合併協議時
- 廃止時の町長 赤松傳雄（元助役） 2004年（平成16年）8月1日 - 合併による廃止まで、一期

### 平成の市町村合併
- 2005年（平成17年）8月1日、宇和島市、吉田町、三間町と合併（新設合併）し、宇和島市の一部となった。
- 津島町はもともと市町村合併には積極的ではなかった。その理由は以下のとおり。[要出典]
  1. 津島町一町で、南宇和郡全体（合併して愛南町一町となる）に匹敵するほど広大であった。
  2. 中心となるべき宇和島市の財政難がうわさされた。
- 合併協議に際しては、行政機構の組み換え（水産課の新設）や町内の漁業協同組合の債務処理の問題等が表面化した。[要出典]
- 結果的に、平成の合併としては愛媛県内では最後の市町村合併となった。
- 宇和島市からの疑念
  - 津島町の合併前の行政運営に対し、宇和島市長である石橋寛久は疑念を示し、合併協議会（法定）からの離脱を表明した。核となるべき市の離脱に、吉田町・三間町も大いに困惑し、協議の結果、平成16年6月において、「宇和島市・吉田町・三間町・津島町合併協議会」は「休止」状態になった。[要出典]
  - そのときに宇和島市が示した文書によると「明らかに違和感を覚え、合併に対するパートナーとして相応しくないと感じ」とある。具体的には、以下の事柄が問題とされた。[要出典]

1. 財政調整基金の処理（16年度当初予算案では年度末残高が100万円になるまで使い切るかのように見えた）
2. 建設事業（平成14年度、15年度の建設事業が宇和島市のそれをうわまわる状況であり、駆け込み事業ではないか）
3. 組織改正（財政課、収納課、水産課の増設、課長補佐ポストの増設）
4. 愛媛県市町村職員退職手当組合の問題
5. 住民への合併問題の情報開示不足
6. 住民投票（実施を求める町民の動きがあり、町議会で継続審査中）

## 産業

### 第一次産業
- 魚類および真珠の養殖が盛んであったが、近年[いつ基準での近年?]は停滞ぎみ。
- 農地も若干あり、米作等も行われているが、規模は大きくない。なお、愛媛県南部地域（南予）沿岸部では珍しく、かんきつ栽培は盛んではない。これは、水産養殖業が発達したため、より収入の得られる水産業に関心が向かったためでもある。
- 林業は、山地も多く抱えるものの、小規模。

### 第二次産業
- 電機部品、浄化槽等のメーカーがあるものの、規模は大きくない。
- もともと工業適地が少なく、海面養殖業が盛んであったこともあって、工場誘致に取り組む必然性が乏しかったためである。
- なお、かつては四国電力の原子力発電所の立地候補地ともなったが、結局、実らず今日に至っている。（愛媛県西宇和郡伊方町に立地）

### 第三次産業
- 規模は大きくないものの、岩松に商店街を形成しているほか、スーパーマーケット等が立地している。町立病院も役場の近くにある。

## 文化
- とっぽ話（農村で受け継がれてきたユーモラスなほらふき話）
- 岩松の町並み

## 交通

### 鉄道
- 鉄道はない。最寄駅はJR予讃線・予土線、宇和島駅。

### 道路

#### 自動車専用道路
- 宇和島道路（四国横断自動車道）

津島高田IC、津島岩松ICがあるが、合併前は未開通。

#### 一般国道
- 国道56号
- 国道320号（津島町内は、国道56号と重複）

#### 県道
主要地方道
- 高知県道・愛媛県道4号宿毛津島線
- 愛媛県道37号宇和島下波津島線
- 愛媛県道46号宇和島城辺線

一般県道
- 愛媛県道286号御内下畑地線
- 愛媛県道287号嵐田之浜岩松線
- 愛媛県道292号網代鳥越線
- 愛媛県道318号後柿之浦線
- 愛媛県道319号御代ノ川清重線

### バス
- 宇和島自動車による、宇和島市から岩松営業所までの便は頻繁に運行されている。さらに南の城辺営業所までの便もあるが、本数は多くない。

支線は、宇和島自動車の撤退により、町営バスを走らせている。

## 名所・旧跡
- 観光スポット
  - 南楽園。南予レクリエーション都市項目名の一つ、日本庭園。都市公園として整備され、背後の山は都市計画上、風致地区に指定され、景観が保全されている。
  - 津島やすらぎの里。町営の温泉施設を核に展開された道の駅。市町村合併後の2023年から、全施設建て替えのために休業中。
  - 岩松の町並み。旧街道に沿った町並み。獅子文六の小説『てんやわんや』のモデルとしても知られる。
- 行事・イベント
  - 津島夏祭り
  - しらうお＆産業まつり
  - 由良神社夏まつり（和船競漕）
- 名物・特産品
  - 真珠、しらうお、すっぽん、鯛、はまち、あおさのり、清酒、善助餅（小説『てんやわんや』にちなむ）

## 出身者・ゆかりの人物
- 獅子文六
- 土居甫 - 振付師。
- 山口一彦 - ベルグアース創業者。